# Super Machines
Super Machines (Mighty Machines) est une émission de télévision canadienne pour enfants diffusée de 1994 à 2013 sur TVOntario et Treehouse TV.
Les épisodes ont aussi été doublés en français et diffusés sur TFO et Radio-Québec, et vendue en VHS.

## Synopsis
L'émission est consacrée à des machines qui font de bonnes actions et aident les gens à faire des tâches difficiles.

## Exemples d'épisodes
- Dans la forêt (On trouve comment les machines transportent le bois de la forêt jusqu'aux camions.)
- Dans le ciel (Stearman, un biplan, qui nous montre toutes sortes d'avions, et même un spectacle aérien.)